# ليونيداس فيريرا دي باولو جونيور
ليونيداس فيريرا دي باولو جونيور (بالبرتغالية: Leonidas Ferreira de Paulo Junior‏) هو لاعب كرة قدم برازيلي في مركز الوسط، ولد في 23 فبراير 1975 في غويانيا في البرازيل. لعب مع أتلتيكو باراناينسي وأرسنال تولا وتوربيدو موسكو وسيسكا موسكو وغريميو بورتو أليغرينزي وليفسكي صوفيا ونادي بنفيكا ونادي كورينثيانز ونادي كورينثيانس ألاغوانو ونادي نوفو هامبورغو.

## وصلات خارجية
- ليونيداس فيريرا دي باولو جونيور على موقع قاعدة بيانات كرة القدم.إي يو (الإنجليزية)